# Gare d'Oiwake (Hokkaidō)
La gare d'Oiwake  (追分駅, Oiwake-eki) est une gare ferroviaire située dans le bourg d'Abira, à Hokkaidō au Japon. Elle est exploitée par la compagnie JR Hokkaido.

## Situation ferroviaire
La gare est située au point kilométrique (PK) 170,8 de la ligne principale Muroran et au PK 17,6 de la ligne Sekishō.

## Historique
La gare est inaugurée le 1er novembre 1892.

## Service des voyageurs

### Accueil
La gare dispose d'un bâtiment voyageurs, avec guichets, ouvert tous les jours.

### Desserte
- Ligne Sekishō :
  - voie 1 : direction Minami-Chitose, Sapporo, Obihiro et Kushiro
  - voies 2 et 3 : direction Shin-Yūbari
- Ligne principale Muroran :
  - voie 2 : direction Tomakomai et Itoi
  - voies 2 et 3 : direction Iwamizawa